# جون ماركويس
جون ماركويس (16 مايو 1992 في المملكة المتحدة - ) (بالإنجليزية: John Marquis)‏ هو لاعب كرة قدم بريطاني في مركز الهجوم. لعب مع نادي بورتسموث ونادي غيلينغهام ونادي ميلوول ونادي ليتون أورينت وStaines Town F.C. ‏ ونادي توركي يونايتد ونادي تشيلتنهام تاون لكرة القدم ونادي نورثامبتون تاون.

## وصلات خارجية
- جون ماركويس على موقع قاعدة بيانات كرة القدم.إي يو (الإنجليزية)
- جون ماركويس على موقع Soccerbase.com (لاعب) (الإنجليزية)